# Marquesado de San Leonardo
El marquesado de San Leonardo es un título nobiliario español creado por Felipe IV, el 8 de enero de 1649 a favor de Gonzalo Fajardo y Dávalos, nieto del I marqués de los Vélez y heredero de Juan Manrique de Lara, señor de San Leonardo. 

Su nombre hace referencia al municipio castellano de San Leonardo, conocido actualmente como San Leonardo de Yagüe y sobre el que se constituyó otro marquesado, el de San Leonardo de Yagüe otorgado a Juan Yagüe Blanco en 1952.

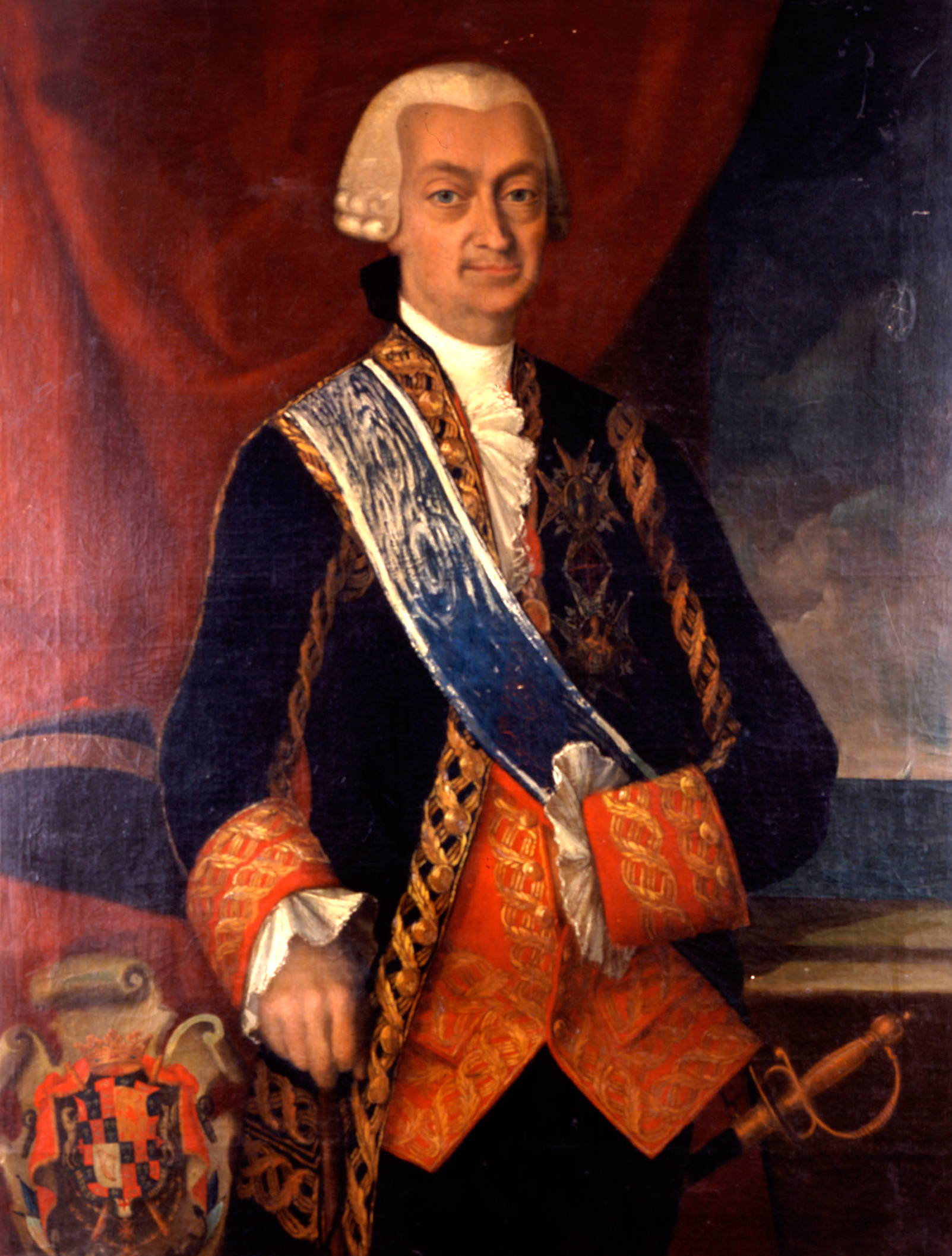
Pedro Fitz-James Stuart, marqués de San Leonardo

## Marqueses de San Leonardo
- Gonzalo Fajardo y Dávalos, I marqués de San Leonardo;
- Juana Fajardo y Manrique de Mendoza, II marquesa de San Leonardo;
- Catalina Fajardo Chacón y Manrique de Mendoza, III marquesa de San Leonardo.

1. Casó en Madrid (Real Capilla de El Pardo) el 25 de enero de 1654[1] con Fernando Antonio de Ayala Fonseca y Toledo (1600-1676), iii conde de Ayala.[2]

- Pedro Fitz-James Stuart y Colón de Portugal, IV marqués de San Leonardo. Casó con María Benita de Rozas y Drummond de Melfort;
- Carlos Bernardo Fitz-James Stuart y Silva, V marqués de San Leonardo. Casó con Carolina Augusta zu Stolberg-Gedern, princesa de Hornes;
- Jacobo Felipe Fitz-James Stuart zu Stolberg-Gedern, VI marqués de San Leonardo. Casó con María Teresa Fernández de Silva y de Palafox.;
- Cayetana Fitz-James Stuart, XVI marquesa de San Leonardo.;
- Carlos Fitz-James Stuart y Martínez de Irujo, XVII marqués de San Leonardo.